# Orozimbo Fuenzalida
Orozimbo Fuenzalida y Fuenzalida (* 22. Mai 1925 in Bantval; † 27. März 2013 in Santiago de Chile) war ein chilenischer Geistlicher, römisch-katholischer Bischof von San Bernardo.

## Leben
Orozimbo Fuenzalida y Fuenzalida studierte Philosophie und Theologie am Seminar von Santiago und an der Theologischen Fakultät der Katholischen Universität von Chile. Am 10. März 1951 empfing er in der Kathedrale von Rancagua durch Bischof Eduardo Larrain die Priesterweihe. Er war im Bistum Rancagua tätig, unter anderem als Pastor in Pichilemu, Diözesanassistent der Katholischen Aktion und Bischofsvikar für die ländliche Pastoral.
Papst Paul VI. ernannte ihn am 13. März 1968 zum Prälaten von Calama und Titularbischof von Burca. Der Erzbischof von Antofagasta Francisco de Borja Valenzuela Ríos spendete ihm am 19. Mai desselben Jahres die Bischofsweihe; Mitkonsekratoren waren Alejandro Durán Moreira, Bischof von Los Ángeles, und José del Carmen Valle Gallardo, Bischof von Iquique.
Am 26. Februar 1970 wurde er zum Bischof von Los Ángeles ernannt und am 18. April 1970 ins Amt eingeführt.
Am 13. Juli 1987 ernannte ihn Papst Johannes Paul II. zum ersten Bischof des mit gleichem Datum errichteten Bistums San Bernardo. Die Amtseinführung fand am 30. August desselben Jahres statt. Am 10. Oktober 2003 nahm Papst Johannes Paul II. seinen altersbedingten Rücktritt an.
Er war 1979 Teilnehmer an der zweiten Generalkonferenz der lateinamerikanischen Bischöfe in Puebla. Er hatte verschiedene Positionen in der chilenischen Bischofskonferenz inne. Er gründete am 18. März 1989 das Seminar von San Bernardo.